# Parafia Matki Boskiej Częstochowskiej w Coventry
Parafia Matki Boskiej Częstochowskiej w Coventry (ang. Our Lady of Czestochowa Parish) – parafia rzymskokatolicka  położona w Coventry, (była wieś Quidnick), Rhode Island, Stany Zjednoczone.
Jest ona jedną z wielu etnicznych, polonijnych parafii rzymskokatolickich w Nowej Anglii. Nazwa parafii jest związana z kultem Matki Boskiej Częstochowskiej.

## Historia
W 1905 roku, Biskup Diecezji Providence Matthew Harkins, wysłał Ojca Franciszka Klugera w celu zorganizowania parafii dla polskich imigrantów. 22 października 1905, ks. Franciszek Kluger odprawił pierwszą Mszę św. w podziemiach kościoła św Jana.

Pierwszy proboszcz, ks. Jan Nowicki przyjechał do Quidnick 2 listopada 1906.
Gmach w stylu gotyckim, mogący pomieścić do 400 wiernych, został ukończony wiosną 1907 roku. Jako wyraz ich wielkiej miłości i oddania Matce Bożej, parafianie dedykowali Our Lady of Czestochowa Church ku czci maryjnego sanktuarium na Jasnej Górze.
21 kwietnia 1907 kościół został poświęcony i pobłogosławił go Biskup Matthew Harkins. Ks. Franciszek Chałupka z Webster w stanie Massachusetts, założyciel pierwszych parafii dla polskich imigrantów, był również obecny na tej uroczystości.

## Proboszczowie
- Ks. John M. Nowicki[2] (1905-1907)
- Ks. Michael Dutkiewicz[3] (1907-1914)
- Ks. Lawrence Malecki (1914–1917)
- Ks. Kluger (1917–1921)
- Ks. J. Olechnowicz (1921–1922)
- Ks. Bronislaus S. Rosiak (1922–1934)
- Ks. Joseph J. Glodzik (1934–1948)
- Ks. Peter Narewski (1948–1950)
- Ks. John T. Borek (1950–1955)
- Ks. Anthony D. lwuc (1955–1972)
- Ks. Peter Narewski (1972–1986)
- Ks. Czesław Leon Kachel (1986–1989)
- Ks. Kenneth J. Suibielski (1989–1990)
- Ks. John D. Dreher (1990–1999)
- Ks. Stephen P. Amaral (1999–2017)
- Ks. Jacek Ploch (2017–)